# Tichilești
Tichilești is een Roemeense gemeente in het district Brăila.
Tichilești telt 3813 inwoners.